# 甘新青蒿
甘新青蒿（学名：Artemisia polybotryoidea）是菊科艾蒿属的植物，为中国的特有植物。分布于中国大陆的新疆、甘肃等地，生长于海拔1,000米至1,550米的地区，见于干山坡及路旁，目前尚未由人工引种栽培。